# Данилов, Василий Дмитриевич
Василий Дмитриевич Данилов (?— 1570) — воевода во времена правления Ивана IV Васильевича Грозного, окольничий, боярин.
Единственный сын окольничего Дмитрия Даниловича Слепого
 († 1543).

## Биография
Годовал в Смоленске 3-м воеводою (1547). Во время царского похода к Казани, послан с боярином и воеводой, князем И.И. Пронским "по Галицкой дороге к Засеке" (январь 1549). Описывал Смоленск, после того, как он сгорел (1554). Возведён в сан окольничего (1554). В связи с крымской угрозой 3-й воевода полка левой руки в Калуге (1556). Стоял "с царём и великим князем" среди прочих бояр в Серпухове в связи с крымской угрозой (июнь 1557), в том же году участвовал в царском походе к Коломне. После взятия Юрьева (Дерпта) оставлен в нём 2-й воеводой (1558), 2-й воевода в Великих Луках (1562).
Пожалован в бояре (1564) и был в числе полковых воевод в Полоцке. Первый полковой воевода в Полоцке (1565). Упомянут в числе бояр, оберегавших Москву от прихода крымского хана (1566), участвовал в деятельности Земского Собора (1566).
Казнён в Новгороде (январь-февраль 1570). Потомства не оставил.